# Associazione Sportiva Roma 1970-1971
Questa voce raccoglie le informazioni riguardanti l'Associazione Sportiva Roma nelle competizioni ufficiali della stagione 1970-1971.

## Stagione

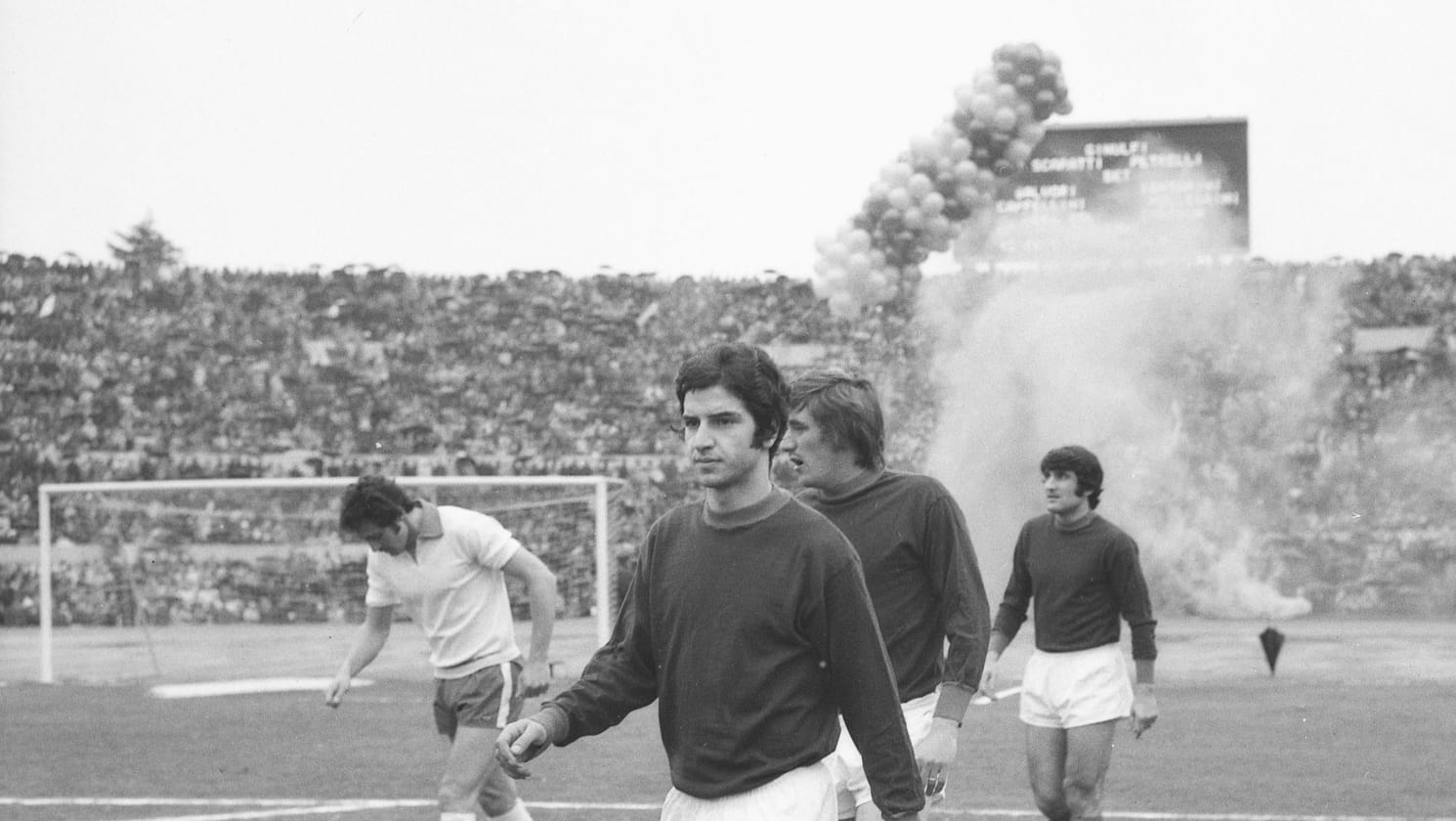
Pellegrini, Cordova e Santarini scendono in campo per il derby del 14 marzo 1971 (2-2).

Durante la campagna acquisti dell'estate 1970, il presidente Marchini cede alla Juventus i cosiddetti gioielli della squadra giallorossa, le tre giovani promesse: il terzino Luciano Spinosi, il centrocampista Fabio Capello e l'attaccante Fausto Landini. Alla notizia, la reazione dei tifosi è rabbiosa, con manifestazioni di piazza e bandiere bruciate davanti alla sede sociale; le pesanti cessioni trovano il parere negativo anche dell'allenatore Herrera, che si trova tra le mani una squadra notevolmente indebolita.
In cambio dei talenti giallorossi, il club torinese, oltre a un conguaglio di circa 700 milioni di lire, cede alla Roma anche quattro giocatori per rimpiazzare i partenti: il centrocampista spagnolo Luis del Sol, grande campione ma giunto ormai a fine carriera, il centrocampista avanzato Roberto Vieri, giocatore virtuoso, eccentrico e dal carattere difficile, la punta Gianfranco Zigoni, discreto attaccante rapido e imprevedibile, e il giovane difensore Paolo Viganò. Per tentare di placare gli umori del pubblico, il presidente porta inoltre un'altra stella verso il viale del tramonto: il brasiliano Amarildo, dalla Fiorentina, sostituto di Pelé al campionato del mondo 1962.

La Roma posa a fine stagione con il Trofeo Picchi

Una serie di accuse nei confronti dell'allenatore da parte del presidente incrinano definitivamente i rapporti tra i due e Herrera viene sostituito a stagione in corso da Luciano Tessari che traghetta la squadra fino alla fine del campionato, conclusosi con il sesto posto.

## Divise
Lo sponsor tecnico è Lacoste. La divisa primaria è costituita da maglia bianca bordata di giallorosso, così come nei pantaloncini e calzettoni; in trasferta viene usata una maglia rossa bordata di giallo, pantaloncini bianchi e calzettoni rossi bordati di giallo. I portieri usano una maglia nera bordata di giallorosso abbinata a calzoncini neri e calzettoni rossi bordati di giallo.
| Casa | Trasferta | Portiere |

## Organigramma societario
Di seguito l'organigramma societario.
Area direttiva
- Presidente: Alvaro Marchini
- Segretario: Alberto Lievore

Area tecnica
- Allenatore: Helenio Herrera, da aprile Luciano Tessari

Area sanitaria
- Medici sociali: Massimo Visalli
- Massaggiatori: Roberto Minaccioni

## Rosa
Di seguito la rosa.
| N. |                    | Ruolo | Calciatore         |
| -- | ------------------ | ----- | ------------------ |
|    | Italia (bandiera)  | P     | Alberto Ginulfi    |
|    | Italia (bandiera)  | P     | Francesco Quintini |
|    | Italia (bandiera)  | P     | Giovanni De Min    |
|    | Italia (bandiera)  | D     | Giovanni Bertini   |
|    | Italia (bandiera)  | D     | Aldo Bet           |
|    | Italia (bandiera)  | D     | Francesco Cappelli |
|    | Italia (bandiera)  | D     | Liborio Liguori    |
|    | Italia (bandiera)  | D     | Sergio Petrelli    |
|    | Italia (bandiera)  | D     | Angelo Rosa        |
|    | Italia (bandiera)  | D     | Sergio Santarini   |
|    | Italia (bandiera)  | D     | Francesco Scaratti |
|    | Italia (bandiera)  | D     | Paolo Viganò       |
|    | Brasile (bandiera) | C     | Amarildo           |

| N. |                   | Ruolo | Calciatore            |
| -- | ----------------- | ----- | --------------------- |
|    | Italia (bandiera) | C     | Armando Colafrancesco |
|    | Italia (bandiera) | C     | Franco Cordova        |
|    | Spagna (bandiera) | C     | Francisco De Mecenas  |
|    | Spagna (bandiera) | C     | Luis del Sol          |
|    | Italia (bandiera) | C     | Walter Franzot        |
|    | Italia (bandiera) | C     | Giacomo La Rosa       |
|    | Italia (bandiera) | C     | Elvio Salvori         |
|    | Italia (bandiera) | C     | Claudio Ingrassia     |
|    | Italia (bandiera) | A     | Renato Cappellini     |
|    | Italia (bandiera) | A     | Stefano Pellegrini    |
|    | Italia (bandiera) | A     | Luigi Sanseverino     |
|    | Italia (bandiera) | A     | Roberto Vieri         |
|    | Italia (bandiera) | A     | Gianfranco Zigoni     |

## Calciomercato
Di seguito il calciomercato.
| Acquisti | Acquisti             | Acquisti        | Acquisti      |
| R.       | Nome                 | da              | Modalità      |
| -------- | -------------------- | --------------- | ------------- |
| P        | Giovanni De Min      | Verona          | definitivo    |
| D        | Angelo Rosa          | Ternana         | definitivo    |
| D        | Paolo Viganò         | Juventus        | prestito      |
| C        | Amarildo             | Fiorentina      | definitivo    |
| C        | Luis del Sol         | Juventus        | definitivo    |
| C        | Francisco De Mecenas | Lecce           | definitivo    |
| C        | Bruno Nobili         | Del Duca Ascoli | fine prestito |
| C        | Roberto Vieri        | Juventus        | comproprietà  |
| A        | Luigi Sanseverino    | Mantova         | definitivo    |
| A        | Gianfranco Zigoni    | Juventus        | definitivo    |

| Cessioni | Cessioni               | Cessioni        | Cessioni   |
| R.       | Nome                   | a               | Modalità   |
| -------- | ---------------------- | --------------- | ---------- |
| P        | Adriano Zanier         | Casertana       | definitivo |
| D        | Luciano Spinosi        | Juventus        | definitivo |
| C        | Víctor Morales Benítez | -               | svincolato |
| C        | Fabio Capello          | Juventus        | definitivo |
| C        | Francisco De Mecenas   | Reggina         | definitivo |
| C        | Bruno Nobili           | Maceratese      | definitivo |
| A        | Joaquín Peiró          | Atlético Madrid | definitivo |
| A        | Lucio Bertogna         | Monza           | definitivo |
| A        | Giorgio Braglia        | Brescia         | definitivo |
| A        | Fausto Landini         | Juventus        | definitivo |
| A        | Luigi Sanseverino      | Pisa            | definitivo |

## Risultati

### Serie A

#### Girone di andata
| Arbitro: | Gonella (Asti) |

|  |           |              |
|  | Marcatori | 29’ Chiarugi |

| Milano 7 ottobre 1970, ore 15:00 2ª giornata | Inter          | 0 – 0 referto | Roma | Stadio San Siro (circa 60.000 spett.)\| Arbitro: \| Monti (Ancona) \| |
| Arbitro:                                     | Monti (Ancona) |               |      |                                                                       |

| Arbitro: | Gussoni (Varese) |

|                                          |           |                     |
| Amarildo 41’, 67’ Zigoni 47’ Cordova 89’ | Marcatori | 54’ (rig.) Maraschi |

| Varese 25 ottobre 1970, ore 14:30 4ª giornata | Varese               | 0 – 0 referto | Roma | Stadio Franco Ossola (circa 11.000 spett.)\| Arbitro: \| Barbaresco (Cormons) \| |
| Arbitro:                                      | Barbaresco (Cormons) |               |      |                                                                                  |

| Roma 8 novembre 1970, ore 14:30 5ª giornata | Roma             | 0 – 0 referto | Sampdoria | Stadio Olimpico di Roma (circa 35.000 spett.)\| Arbitro: \| Branzoni (Pavia) \| |
| Arbitro:                                    | Branzoni (Pavia) |               |           |                                                                                 |

| Arbitro: | Toselli (Cormons) |

|           |           |              |
| Dolso 69’ | Marcatori | 84’ Petrelli |

| Arbitro: | Michelotti (Parma) |

|                                         |           |              |
| Amarildo 49’ Cappellini 80’ Cordova 81’ | Marcatori | 70’ Garzelli |

| Arbitro: | Francescon (Padova) |

|                 |           |  |
| Haller 71’, 80’ | Marcatori |  |

| Roma 13 dicembre 1970, ore 14:30 9ª giornata | Roma                | 0 – 0 referto | Cagliari | Stadio Olimpico di Roma (circa 70.000 spett.)\| Arbitro: \| Lo Bello (Siracusa) \| |
| Arbitro:                                     | Lo Bello (Siracusa) |               |          |                                                                                    |

| Arbitro: | Monti (Ancona) |

|           |           |                  |
| Baisi 22’ | Marcatori | 28’, 78’ del Sol |

| Arbitro: | Angonese (Mestre) |

|                    |           |            |
| Amarildo 6’ (rig.) | Marcatori | 1’ Savoldi |

| Arbitro: | Gonella (Asti) |

|                         |           |                     |
| del Sol 74’ Liguori 83’ | Marcatori | 11’ Hamrin 41’ Ghio |

| Arbitro: | Gussoni (Varese) |

|                                       |           |  |
| Pulici 42’ Rampanti 67’ Sala 80’, 90’ | Marcatori |  |

| Roma 17 gennaio 1971, ore 14:30 14ª giornata | Roma              | 0 – 0 referto | Verona | Stadio Olimpico di Roma (circa 40.000 spett.)\| Arbitro: \| Toselli (Cormons) \| |
| Arbitro:                                     | Toselli (Cormons) |               |        |                                                                                  |

| Arbitro: | Monti (Ancona) |

|                |           |                         |
| Prati 38’, 57’ | Marcatori | 29’ Franzot 65’ del Sol |

#### Girone di ritorno
| Arbitro: | Gonella (Asti) |

|                         |           |                                |
| D'Alessi 34’ Vitali 85’ | Marcatori | 17’ (rig.) Amarildo 59’ Ghedin |

| Roma 7 febbraio 1971, ore 15:00 17ª giornata | Roma                | 0 – 0 referto | Inter | Stadio Olimpico di Roma (circa 80.000 spett.)\| Arbitro: \| Lo Bello (Siracusa) \| |
| Arbitro:                                     | Lo Bello (Siracusa) |               |       |                                                                                    |

| Vicenza 14 febbraio 1971, ore 15:00 18ª giornata | L.R. Vicenza     | 0 – 0 referto | Roma | Stadio Romeo Menti (14.898 spett.)\| Arbitro: \| Branzoni (Pavia) \| |
| Arbitro:                                         | Branzoni (Pavia) |               |      |                                                                      |

| Arbitro: | Trono (Torino) |

|                                         |           |  |
| Cappellini 20’, 69’ Amarildo 65’ (rig.) | Marcatori |  |

| Genova 7 marzo 1971, ore 15:00 20ª giornata | Sampdoria                     | 0 – 0 referto | Roma | Stadio Luigi Ferraris (circa 18.000 spett.)\| Arbitro: \| Mascali (Desenzano del Garda) \| |
| Arbitro:                                    | Mascali (Desenzano del Garda) |               |      |                                                                                            |

| Arbitro: | Monti (Ancona) |

|                        |           |                                    |
| Zigoni 39’ Salvori 75’ | Marcatori | 30’ (aut.) Santarini 60’ Chinaglia |

| Arbitro: | Giunti (Arezzo) |

|           |           |  |
| Bigon 45’ | Marcatori |  |

| Roma 28 marzo 1971, ore 15:30 23ª giornata | Roma                | 0 – 0 referto | Juventus | Stadio Olimpico di Roma (circa 80.000 spett.)\| Arbitro: \| Lo Bello (Siracusa) \| |
| Arbitro:                                   | Lo Bello (Siracusa) |               |          |                                                                                    |

| Arbitro: | Lazzaroni (Milano) |

|  |           |                |
|  | Marcatori | 50’ Cappellini |

| Arbitro: | Picasso (Chiavari) |

|                                                              |           |  |
| Amarildo 15’ Zigoni 42’, 78’ (rig.) Vieri 46’ Cappellini 50’ | Marcatori |  |

| Bologna 18 aprile 1971, ore 15:30 26ª giornata | Bologna           | 0 – 0 referto | Roma | Stadio Comunale (circa 20.000 spett.)\| Arbitro: \| Vacchini (Milano) \| |
| Arbitro:                                       | Vacchini (Milano) |               |      |                                                                          |

| Arbitro: | Gussoni (Varese) |

|             |           |                            |
| Sormani 11’ | Marcatori | 27’ Cappellini 60’ Salvori |

| Arbitro: | Barbaresco (Cormons) |

|            |           |             |
| Zigoni 35’ | Marcatori | 46’ Petrini |

| Arbitro: | Vacchini (Milano) |

|             |           |  |
| Clerici 52’ | Marcatori |  |

| Arbitro: | Gialluisi (Barletta) |

|             |           |          |
| La Rosa 34’ | Marcatori | 4’ Prati |

### Coppa Italia

#### Primo turno - Gruppo 8
| Arbitro: | Gialluisi (Barletta) |

|             |           |                                   |
| Busatta 33’ | Marcatori | 28’ Cordova 75’ (aut.) Bertoletti |

| Arbitro: | Angonese (Mestre) |

|                             |           |  |
| Wilson 44’ (aut.) Vieri 68’ | Marcatori |  |

| Arbitro: | Giunti (Arezzo) |

|  |           |              |
|  | Marcatori | 28’ Amarildo |

#### Fase ad eliminazione diretta
| Arbitro: | Picasso (Chiavari) |

|            |           |  |
| Pulici 60’ | Marcatori |  |

| Arbitro: | Giunti (Arezzo) |

|  |           |           |
|  | Marcatori | 46’ Bozzi |

### Trofeo Nazionale di Lega Armando Picchi

#### Girone all'italiana
| Arbitro: | Barbaresco (Cormons) |

|                                   |           |                   |
| Vieri 73’ La Rosa 74’ Franzot 84’ | Marcatori | 65’, 88’ Brugnera |

| Arbitro: | Panzino (Catanzaro) |

|                         |           |                           |
| La Rosa 6’ Scaratti 45’ | Marcatori | 4’ (aut.) Bet 41’ Bettega |

| Arbitro: | Trono (Torino) |

|                     |           |               |
| Boninsegna 80’, 85’ | Marcatori | 86’ Santarini |

#### Finale
| Arbitro: | Angonese (Mestre) |

|               |           |  |
| Cappellini 7’ | Marcatori |  |

### Coppa Anglo-Italiana
| Arbitro: | Giunti |

|                         |           |                       |
| Greenhoff 13’ Smith 58’ | Marcatori | 62’ La Rosa 75’ Vieri |

| Arbitro: | Lo Bello |

|                   |           |                               |
| Bertini 3’ (aut.) | Marcatori | 45’, 83’ Vieri 68’ Cappellini |

| Arbitro: | Homewood |

|  |           |             |
|  | Marcatori | 56’ Ritchie |

| Arbitro: | Smith |

|              |           |                            |
| Petrelli 89’ | Marcatori | 60’ Bentley 87’ Hutchinson |

## Statistiche

### Statistiche di squadra
Di seguito le statistiche di squadra.
| Competizione                            | Punti | In casa | In casa | In casa | In casa | In casa | In casa | In trasferta | In trasferta | In trasferta | In trasferta | In trasferta | In trasferta | Totale | Totale | Totale | Totale | Totale | Totale | DR  |
| Competizione                            | Punti | G       | V       | N       | P       | Gf      | Gs      | G            | V            | N            | P            | Gf           | Gs           | G      | V      | N      | P      | Gf     | Gs     | DR  |
| --------------------------------------- | ----- | ------- | ------- | ------- | ------- | ------- | ------- | ------------ | ------------ | ------------ | ------------ | ------------ | ------------ | ------ | ------ | ------ | ------ | ------ | ------ | --- |
| Serie A                                 | 32    | 15      | 4       | 10      | 1       | 22      | 10      | 15           | 3            | 8            | 4            | 10           | 15           | 30     | 7      | 18     | 5      | 32     | 25     | +7  |
| Coppa Italia                            |       | 2       | 1       | 0       | 1       | 2       | 1       | 3            | 2            | 0            | 1            | 3            | 2            | 5      | 3      | 0      | 2      | 5      | 3      | +2  |
| Trofeo Nazionale di Lega Armando Picchi |       | 3       | 2       | 1       | 0       | 6       | 4       | 1            | 0            | 0            | 1            | 1            | 2            | 4      | 2      | 1      | 1      | 7      | 6      | +1  |
| Coppa Anglo-Italiana                    |       | 2       | 0       | 0       | 2       | 1       | 3       | 2            | 1            | 1            | 0            | 5            | 3            | 4      | 1      | 1      | 2      | 6      | 6      | 0   |
| Totale                                  | -     | 20      | 7       | 11      | 4       | 30      | 15      | 19           | 6            | 9            | 6            | 19           | 22           | 39     | 13     | 20     | 10     | 50     | 40     | +10 |

### Andamento in campionato
| Giornata  | 1 | 2  | 3 | 4 | 5 | 6 | 7 | 8 | 9 | 10 | 11 | 12 | 13 | 14 | 15 | 16 | 17 | 18 | 19 | 20 | 21 | 22 | 23 | 24 | 25 | 26 | 27 | 28 | 29 | 30 |
| --------- | - | -- | - | - | - | - | - | - | - | -- | -- | -- | -- | -- | -- | -- | -- | -- | -- | -- | -- | -- | -- | -- | -- | -- | -- | -- | -- | -- |
| Luogo     | C | T  | C | T | C | T | C | T | C | T  | C  | C  | T  | C  | T  | T  | C  | T  | C  | T  | C  | T  | C  | T  | C  | T  | T  | C  | T  | C  |
| Risultato | P | N  | V | N | N | N | V | P | N | V  | N  | N  | P  | N  | N  | N  | N  | N  | V  | N  | N  | P  | N  | V  | V  | N  | V  | N  | P  | N  |
| Posizione | 7 | 10 | 8 | 5 | 5 | 6 | 5 | 6 | 7 | 6  | 6  | 6  | 6  | 7  | 7  | 7  | 7  | 7  | 5  | 5  | 6  | 7  | 7  | 6  | 6  | 6  | 5  | 6  | 6  | 6  |

Legenda:

Luogo: C = Casa; T = Trasferta. Risultato: V = Vittoria; N = Pareggio; P = Sconfitta.

### Statistiche dei giocatori
Desunte dai tabellini del Corriere dello Sport, de La Stampa e de L'Unità.
| Giocatore        | Serie A  | Serie A | Coppa Italia | Coppa Italia | Trofeo Nazionale di Lega Armando Picchi | Trofeo Nazionale di Lega Armando Picchi | Coppa Anglo-Italiana | Coppa Anglo-Italiana | Totale   | Totale |
| Giocatore        | Presenze | Reti    | Presenze     | Reti         | Presenze                                | Reti                                    | Presenze             | Reti                 | Presenze | Reti   |
| ---------------- | -------- | ------- | ------------ | ------------ | --------------------------------------- | --------------------------------------- | -------------------- | -------------------- | -------- | ------ |
| Amarildo         | 21       | 7       | 4            | 1            | 2                                       | 0                                       | 0                    | 0                    | 27       | 8      |
| G. Bertini       | 3        | 0       | 3            | 0            | 0                                       | 0                                       | 2                    | 0                    | 8        | 0      |
| A. Bet           | 30       | 0       | 5            | 0            | 4                                       | 0                                       | 3                    | 0                    | 42       | 0      |
| F. Cappelli      | 0        | 0       | 0            | 0            | 0                                       | 0                                       | 3                    | 0                    | 3        | 0      |
| R. Cappellini    | 20       | 6       | 5            | 0            | 3                                       | 1                                       | 4                    | 1                    | 32       | 8      |
| A. Colafrancesco | 0        | 0       | 0            | 0            | 0                                       | 0                                       | 0                    | 0                    | 0        | 0      |
| F. Cordova       | 29       | 2       | 4            | 1            | 4                                       | 0                                       | 3                    | 0                    | 40       | 3      |
| F. De Mecenas    | 0        | 0       | 0            | 0            | 0                                       | 0                                       | 0                    | 0                    | 0        | 0      |
| G. De Min        | 0        | -0      | 0            | -0           | 2                                       | -2                                      | 1                    | -1                   | 3        | -3     |
| L. del Sol       | 23       | 4       | 3            | 0            | 3                                       | 0                                       | 2                    | 0                    | 31       | 4      |
| W. Franzot       | 19       | 1       | 4            | 0            | 2                                       | 1                                       | 3                    | 0                    | 28       | 2      |
| A. Ginulfi       | 30       | -25     | 5            | -3           | 3                                       | -4                                      | 3                    | -5                   | 41       | -37    |
| C. Ingrassia     | 0        | 0       | 0            | 0            | 0                                       | 0                                       | 0                    | 0                    | 0        | 0      |
| G. La Rosa       | 4        | 1       | 1            | 0            | 4                                       | 2                                       | 3                    | 1                    | 12       | 4      |
| L. Liguori       | 16       | 1       | 0            | 0            | 3                                       | 0                                       | 0                    | 0                    | 19       | 1      |
| S. Pellegrini    | 1        | 0       | 0            | 0            | 1                                       | 0                                       | 0                    | 0                    | 2        | 0      |
| S. Petrelli      | 21       | 1       | 4            | 0            | 3                                       | 0                                       | 4                    | 1                    | 32       | 2      |
| F. Quintini      | 0        | -0      | 0            | -0           | 0                                       | -0                                      | 0                    | 0                    | 0        | 0      |
| A. Rosa          | 3        | 0       | 1            | 0            | 0                                       | 0                                       | 0                    | 0                    | 4        | 0      |
| E. Salvori       | 30       | 2       | 5            | 0            | 2                                       | 0                                       | 4                    | 0                    | 41       | 2      |
| L. Sanseverino   | 0        | 0       | 0            | 0            | 0                                       | 0                                       | 0                    | 0                    | 0        | 0      |
| S. Santarini     | 28       | 0       | 4            | 0            | 4                                       | 1                                       | 4                    | 0                    | 40       | 1      |
| F. Scaratti      | 23       | 0       | 5            | 0            | 4                                       | 1                                       | 3                    | 0                    | 35       | 1      |
| R. Vieri         | 18       | 1       | 4            | 1            | 4                                       | 1                                       | 4                    | 3                    | 30       | 6      |
| P. Viganò        | 1        | 0       | 0            | 0            | 0                                       | 0                                       | 0                    | 0                    | 1        | 0      |
| G. Zigoni        | 25       | 5       | 5            | 0            | 1                                       | 0                                       | 4                    | 0                    | 35       | 5      |

## Giovanili

La squadra Primavera giallorossa al Torneo di Viareggio

### Piazzamenti
- Primavera:
  - Campionato Primavera: ?
  - Torneo di Viareggio: quarti di finale

### Videografia
- Manuela Romano (a cura di), La storia della A.S. Roma (10 DVD-Video), Corriere dello Sport, Rai Trade, 2006.